# 広島市高陽体育館
広島市高陽体育館（ひろしましこうようたいいくかん）は、広島市安佐北区にある体育館。

## 沿革
- 1964年7月23日 - 高陽体育館開業。

## 諸室詳細
- 体育室

## アクセス

### バス
- 広島交通バス「高陽中学校前」100m
  - 「広島駅」から深川台行きに乗車、「高陽中学校前」下車 100m